# Magdeleine Hutin
Madeleine Hutin, aki felvette a Magdolna, Jézus kistestvére nevet, alapította a Jézus Kistestvérei Női Szerzetesközösséget 1939. szeptember 8-án az algériai Touggourt-ban, szent Charles de Foucauld (Károly testvér) életének és írásainak hatására. Magdolna kistestvér megosztotta életét a félnomádokkal egy szaharai oázis külterületén. A Jézus Kistestvérei Női szerzetesközösség ma 63 országban van jelen a világban.

## Korai időszak 1898-1939
Madeleine Hutin Párizsban született 1898. április 26-án, családja Lotaringiából származott. Hat gyerek közül Madeleine volt a legkisebb. Két fiútestvére még gyermekkorban meghalt . Már gyerekként, amikor nagymamájánál nyaralt Seuzey-ben, mindössze 30 km-re a német határtól, megtapasztalta más a növekvő feszültséget Franciaország és Németország között.
16 éves volt, amikor kitört az I. világháború. Suezeyt elfoglalta és lerombolta a német hadsereg, Madeleine nagymamáját faluja lakosaival együtt túszként lelőtték . Két bátyja a Somme-menti csatában esett el, nővére pedig agyhártyagyulladásban halt meg, ami spanyolnátha következménye volt. Madeleine egyedül maradt szüleivel.
Édesapjának és édesanyjának a hite nagyon hatott Madeleine-re. Mindketten naponta részt vettek szentmisén. Majdnem titokban kellett ezt tenniük, mert a francia politika és a nyilvánosság véleménye abban az időben kifejezetten egyházellenes volt. (1905: az állam és az egyház szétválasztása, a szerzetesrendek feloszlatása Franciaországban.) A hitélet már korán foglalkoztatta és mindig nagyon figyelt azokra, akiken látta, hogy nála kevésbé szerencsések. apján keresztül megszerette Afrikát és az arab világot. Apja, amikor fiatal katonaorvos volt Tunéziában egy lovasbaleset következtében lábtörést szenvedett és hat hónapig ne ülhetett lóra, mert egy újabb baleset mind az egészségét, mind a karrierjét veszélyeztette volna. Egy napon azonban egy öt-hatéves diftériás muszlim gyereket hoztak, nyilvánvaló volt, hogy a szükséges gyógyszer nélkül, amelyet a hatvan kilométerre lévő Tuniszból kellett beszerezni, a gyermek meghal. De nem jelentkezett erre egyetlen önkéntes vállalkozó sem. Joseph Hutin a lovaglási tilalom ellenére életét kockáztatva maga indult útnak. a gyermek megmenekült, de Madeleine édesapja súlyosan megbetegszik, úgyhogy már nem dolgozhat tovább, mint orvos. Ezután nehezen talált állandó állást. Nyugdíja alig elég a megélhetéshez. Azonban soha nem bánta meg tettét.
Édesapjával együtt fedezte fel Madeleine Foucauld atya életét René Bazin írásából 1921-ben. "Károly testvér képviselte nekem mindazt, ami azt jelenti, hogy élni az Evangéliumot. az abszolút szegénység befogadásában és önmaga elvetésében a teljes elhagyottságig, ő a szeretet beteljesedését élte." Charles de Foucauld életét olvasva, aki követők nélkül halt meg, Madeleine meggyőződött arról, hogy Isten hívja őt "kistestvérnek", amire Charles úgy vágyott.
Azonban apja hirtelen halála után Madeleine nem hagyhatta magára az anyját. Még várnia kellett, hogy el tudjon menni a Szaharába, követni Charles de Foucauld nyomait. Időközben Nantes-ban dolgozott nyolc évet iskolaigazgatóként a Szent Szív zárdában. Bár köszvénytől szenvedett, tisztán látta célját: Jézusért, aki "a lehetetlenség mestere". Egyik kezelés sem használt, amit kipróbált. Kétségbeesésében egy specialista bátorította, hogy utazzon el és teljesen száraz éghajlatra menjen lakni, "mint a Szahara" - tette hozzá. Madeleine álmában sem hitte volna, hogy ilyen tanácsot kap.
Húsz évig várt rá, hogy a Szaharába menjen. Világos volt számára, hogy Isten irányítja az életét: "Isten a tenyerére vett engem és én vakon követtem."
Az események gyorsan peregtek. 1936. október 6-án hagyta el Algírt idős anyjával és Annával, egy fiatal lánnyal, aki osztozott vágyában, hogy a Szaharában éljen. Amikor Algírba érkezett, egy pap megkérte, hogy segítsen neki megnyitni egy szociális központot Boghariban, egy faluban a fennsíkon. Madeleine és barátnője szerveztek egy szegény-konyhát és gondoskodtak a betegekről. A sivatagban, Zerga nevű kancájukon lovagolva, felkeresték a legszegényebb nomádokat.
Madeleine azonban e sok tevékenység ellenére is elégedetlen maradt. "Nagyon elfoglaltak voltunk Boghariban. A munkánk iránti igények elborítottak minket. Nem volt időnk imádkozni és elmélkedni. Károly testvérhez hasonlóan azt reméltem, hogy eljutok egy kontemplatív (szemlélődő) élethez a muszlimok között."
El Golea-ban egy Foucauld atya sírjához való zarándoklat alatt Madeleine először találkozott René Voillaume atyával, Károly testvér tanítványával, akivel azután élete végéig együttműködött. Voillaume volt a Jézus Kistestvérei Férfi Szerzetesrend alapítója.

## Fordítás
- Ez a szócikk részben vagy egészben  a   Little Sister Magdeleine of Jesus című angol Wikipédia-szócikk fordításán alapul.  Az eredeti cikk szerkesztőit annak laptörténete sorolja fel. Ez a jelzés csupán a megfogalmazás eredetét és a szerzői jogokat jelzi, nem szolgál a cikkben szereplő információk forrásmegjelöléseként.